# Jean-Philippe Krasso
Jean-Philippe Krasso, född 17 juli 1997, är en ivoriansk fotbollsspelare som spelar för Paris.

## Klubbkarriär
Krasso föddes i Tyskland och flyttade till Frankrike 2007, där han började spela fotboll i IFR Châteauroux. Därefter gick Krasso till Lorients akademi. Han började sin seniorkarriär med att spela för Lorient B, Schiltigheim och Épinal i Championnat National 2.
Den 28 maj 2020 värvades Krasso av Saint-Étienne, där han skrev på ett treårskontrakt. Maçon debuterade den 24 juli 2020 i en 1–0-förlust mot Paris Saint-Germain i finalen av Coupe de France 2019/2020, där han blev inbytt i den 83:e minuten mot Mathieu Debuchy. Den 30 januari 2021 lånades Krasso ut till Le Mans på ett låneavtal över resten av säsongen 2020/2021. Den 27 januari 2022 lånades han ut till Ligue 2-klubben Ajaccio.
Den 20 juni 2023 värvades Krasso av serbiska Röda stjärnan, där han skrev på ett fyraårskontrakt.

## Landslagskarriär
Krasso föddes i Tyskland och är av ivoriansk härkomst. Han representerade Elfenbenskustens U20-landslag vid Toulon Tournament 2017.